# Тагальська Вікіпедія
Тага́льська Вікіпе́дія (тагал. Tagalog na Wikipedia) — мовний розділ Вікіпедії тагальською мовою. Була створена 1 грудня 2003 року. Серед філіппінських мов, які мають розділи Вікіпедії, тагальська Вікіпедія посідає третє місце після себуанської і варайської Вікіпедій. Тагальська Вікіпедія має значне охоплення тем, пов'язаних з Філіппінами, а також тематики аніме і манґа. Станом на 09.11.2011 цей розділ містив 20 вибраних статей.
Тагальська Вікіпедія станом на 27 березня 2025 року містить 48 393 статті, 148 680 зареєстрованих користувачів, 144 активних дописувачів, 10 адміністраторів
. Загальна кількість сторінок в тагальській Вікіпедії — 245 598, редагувань — 2 147 694, завантажених файлів — 1885
. Глибина (рівень розвитку мовного розділу) тагальської Вікіпедії велика і становить 145.2 пунктів
. 